# Francesco Compagno
Francesco Compagno (Bassano del Grappa, 18 febbraio 1999) è un hockeista su pista italiano, attaccante dell'Amatori Lodi.

## Palmarès
- Coppa Italia: 3

Breganze: 2014-2015
Amatori Lodi: 2020-2021
Forte dei Marmi: 2023-2024
- Campionato italiano: 3

Amatori Lodi: 2017-2018, 2020-2021
Forte dei Marmi: 2023-2024
- Supercoppa italiana: 1

Amatori Lodi: 2018